# Thyreus vachali
Thyreus vachali är en biart som först beskrevs av Heinrich Friese 1905.  Thyreus vachali ingår i släktet Thyreus och familjen långtungebin. Inga underarter finns listade i Catalogue of Life.